# Goldie and the Bears
Goldie and the Bears est un téléfilm de 1984 réalisé par Russ Mayberry.

## Distribution
- Stephanie Faracy : Goldie Hawkins
- Hulk Hogan : Mac McKenna
- Ben Davidson : Thomas 'Rhino' Rhiner
- Julius Carry : Walker Johnson